# Consonante bilabiale
In fonetica articolatoria, una consonante bilabiale è una consonante, classificata secondo il proprio luogo di articolazione. Essa viene articolata unendo o anche solo avvicinando tra sé le labbra, in modo che l'aria, costretta dall'ostacolo, produca un rumore nella sua fuoriuscita.

## Le consonanti
A seconda del loro modo di articolazione, si distinguono consonanti occlusive, nasali, vibranti e monovibranti, fricative e approssimanti. Si noti che sono impossibili articolazioni laterali o laterali fricative di queste consonanti.
L'alfabeto fonetico internazionale elenca le seguenti consonanti bilabiali:
- [p] Occlusiva bilabiale sorda
- [b] Occlusiva bilabiale sonora
- [bβ] Affricata bilabiale sonora
- [ʙ] Vibrante bilabiale
- [ɸ] Fricativa bilabiale sorda
- [β] Fricativa bilabiale sonora
- [ⱱ̟] Monovibrante bilabiale
- [m] Nasale bilabiale
- [β̞] Approssimante bilabiale

Altri simboli:
- [ʘ] Clic bilabiale
- [ɓ] Implosiva bilabiale sonora
- [ɓ̥] Implosiva bilabiale sorda
- [pʼ] Eiettiva bilabiale
- [w] Approssimante labiovelare sonora
- [ʍ] Approssimante labiovelare sorda
- [ɥ] Approssimante labiopalatale sonora
- [k͡p] Occlusiva labiale velare sorda
- [ɡ͡b] Occlusiva labiale velare sonora
- [ŋ͡m] Labiovelare nasale